# Dionda episcopa
Dionda episcopa är en fiskart som beskrevs av Girard, 1856. Dionda episcopa ingår i släktet Dionda och familjen karpfiskar. Inga underarter finns listade i Catalogue of Life.